# Csák Gyula
Csák Gyula (Nyíregyháza, 1930. január 12. –) József Attila-díjas (1975) magyar író, szociográfus.

## Életpályája
1948-1950 között a debreceni Tiszántúli Néplap szerkesztője volt. 1950-1953 között a Néphadsereg szerkesztőségében dolgozott. 1953-1957 között a Szabad Föld szerkesztője, 1957-1969 között az Élet és Irodalom rovatvezetője volt. 1974-1983 között a Magyar Írószövetség külügyi titkáraként, 1984-1986 között az újdelhi Magyar Kulturális Intézet igazgatójaként működött.

## Munkássága
Riporterként "operatív helyzetjelentésével" (Mélytengeri áramlás, 1963) újrateremtette a szociográfia irodalmát. Nyers, realista elbeszéléseiben is sok a publicisztikus, szociografikus elem (A tolvaj és a bírák, 1974; Érzelmeink mély kútja, 1984). Regényeiben a társadalmi korszakváltásnak, benne a parasztság megváltozott helyzetének ábrázolását először hagyományos realista eszközökkel próbálta (Két karácsony között, 1966; Álomzug, 1971), később parabolába hajlottak művei (A legnagyobb sűrűség közepe, 1979; Glemba, 1981; Az őszülés váratlan órája, 1982). Fordított angolból. Színműveit (A nagy kísérlet, 1968; Terézia, 1972; Együtt, egyedül, 1980) fővárosi és különböző vidéki színházak mutatják be.

## Magánélete
1967-ben házasságot kötött Forrás Évával. Egy fiuk született, Balázs (1968).

## Színházi munkái
A Színházi Adattárban regisztrált bemutatóinak száma: 5.
- Tiszta szívvel (1963)
- A nagy kísérlet, avagy ki menjen Afrikába (1970)
- Terézia (1974)
- Együtt egyedül (1977)
- Az őszülés váratlan órája (1983)

## Művei
- Baráti egyetértésben (tudósítás, 1957)
- Háromszor a tűzvonalban (emlékezés, 1958)
- Augusztusi éjszaka (Landler Jenő regényes életrajza, 1959)
- Mélytengeri áramlás (riportregény, 1963)
- Két karácsony között (regény, 1966)
- A nagy kísérlet (dráma, 1968)
- Ember a kövön (regény, 1969)
- Álomzug (regény, 1971)
- Bontják a kemencéket. Írások a faluról (riport, 1971)
- Terézia (dráma, 1972)
- A tolvaj és a bírák (elbeszélés, 1974)
- Örökzöld (regény, 1975)
- A szikföld sóhaja (szociográfia, 1977)
- A legnagyobb sűrűség közepe (kisregény, 1979)
- Együtt, egyedül (dráma, 1980)
- Glemba (regény, 1981)
- Vadász (gyermekregény, 1981)
- Az őszülés váratlan órája (regény, 1982)
- Érzelmeink mély kútja (válogatott elbeszélések, 1984)
- Vadregényes pusztaság (szociográfia, 1985)
- Közös magány (regény, 1983)
- Szeplőtelen Kelemen (regény, 1986)
- A parasztzsidó (regény, 1990)
- Hallgatag doktor (regény, 1992)
- Lázadás a Vénusz ellen (kisregény, 1994)
- Egy május fejfájára; Hét Krajcár, Bp., 2003
- Vallomás. A szerző válogatása életművéből; Trikolor, Bp., 2006 (Örökségünk)

## Forgatókönyv
- A tolvaj és a bírák[2] (tévéfilm, 1975, rendezteː Gaál Albert)
- A legnagyobb sűrűség közepe (tévéfilm, 1981, rendezteː András Ferenc)
- Vademberek (2001, rendezteː Szurdi Miklós)

## Díjai, kitüntetései
- Népköztársasági Érdemérem ezüst fokozata (1980)
- A Munka Érdemrend ezüst fokozata (1981)
- A Magyar Honvédség és a Magyar Írószövetség nívódíja (1993, 1995)
- Szabó Zoltán-díj (2003)